# Собакин, Евгений Юрьевич
Евге́ний Ю́рьевич Соба́кин (род. 1 июля 1959) — российский предприниматель, политический деятель, депутат Государственной думы Федерального собрания Российской Федерации II созыва.

## Биография
Евгений Юрьевич Собакин родился 1 июля 1959 года, русский.
Окончил Московский автодорожный институт по специальности «инженер-механик».
Окончил Высшие курсы иностранных языков при Академии внешней торговли.
В 1990 году — один из создателей частной юридической консультационной фирмы, был избран вице-президентом Акционерного общества «Группа РИКОР».
До августа 1991 года состоял в КПСС, затем активно сотрудничал с рядом демократических партий, а осенью 1995 года возглавил штаб избирательной кампании «Яблока» на выборах в Госдуму и при поддержке этой партии стал депутатом.
Депутат Государственной думы Федерального собрания Российской Федерации II созыва (1995—1999) от Одинцовского одномандатного округа N 110, Московская область. Член фракции «Яблоко», заместитель председателя Комитета Государственной думы по промышленности, строительству, транспорту и энергетике.
В 2004 году — президент ЗАО Группа компаний «Комсервис».
Депутат Курганской областной Думы четвёртого созыва по списку партии «Союз правых сил» с 28 ноября 2004 года. Е. Собакин возглавил партийный список СПС на выборах в Курганскую областную Думу и был выдвинут кандидатом на пост Губернатора Курганской области от СПС. При этом формально в партии Собакин не состоял, а был сторонником СПС. 7 декабря 2004 года написал заявление о вступлении в СПС.
9 декабря 2004 года во втором туре действующий губернатор Олег Алексеевич Богомолов отстоял свой пост. При явке 43,9 % Олега Богомолова поддержали 49,1 % избирателей, а Евгения Собакина — 40,1 %. Против всех проголосовали 9,5 % жителей области. Особую роль, по его мнению, сыграла раскрученная подконтрольными властям СМИ тема связи Собакина с одним из лидеров СПС — Анатолием Чубайсом. Эта тема была взята из появившейся еще перед первым туром анонимной листовки «Собакин — друг Чубайса», которую выпустил кандидат, позже ставший нашим союзником.
После губернаторских выборов 9 декабря 2004 года он уехал из Курганской области, так и не появившись ни на одном заседании законодательного органа. Но видели Собакина в региональном парламенте один-единственный раз. «Депутатское удостоверение ему было выдано. За документами он приезжал», — отметил спикер Марат Исламов. Каждые полгода депутаты применяли к Собакину единственно возможную меру наказания — лишали его денежной компенсации расходов, связанных с осуществлением депутатской деятельности.
В 2006 году возглавлял группу компаний «Дружба», занимающуюся коммунальным бизнесом, с головным офисом в Москве.
С 2007 года генеральный директор фонда содействия ипотечному кредитованию «ГазпромИпотека».
В 2008 году стал почётным консулом Мальдивской Республики в Российской Федерации.
С 2017 года генеральный директор ООО «Актив», г. Москва.

## Увлечения
Увлекается спортом: занимался баскетболом, плаванием, футболом, был чемпионом Москвы по автоспорту[уточнить].